# Episodi di Dr. House - Medical Division (ottava stagione)
L'ottava e ultima stagione della serie televisiva Dr. House - Medical Division, composta da ventidue episodi, è stata trasmessa dal 3 ottobre 2011 al 21 maggio 2012 sul canale canadese Global Television Network.  È la prima stagione a non includere nel cast Lisa Edelstein nel ruolo di Lisa Cuddy; entrano invece a far parte del cast principale le attrici Odette Annable e Charlyne Yi, rispettivamente nel ruolo delle dottoresse Jessica Adams e Chi Park. Inoltre Olivia Wilde, nel ruolo di Tredici, lascia il cast nel terzo episodio della stagione (dopo non essere apparsa nei primi due della stagione); tuttavia la Wilde confermò che sarebbe tornata per il finale di serie, cosa che ha poi effettivamente fatto partecipando agli ultimi due episodi della stagione.
In Italia, la stagione è stata trasmessa in prima visione assoluta dal 24 aprile al 3 luglio 2012 su Canale 5.
| nº | Titolo originale    | Titolo italiano           | Prima TV originale | Prima TV Italia |
| -- | ------------------- | ------------------------- | ------------------ | --------------- |
| 1  | Twenty Vicodin      | Venti Vicodin per la vita | 3 ottobre 2011     | 24 aprile 2012  |
| 2  | Transplant          | Il trapianto              | 10 ottobre 2011    | 24 aprile 2012  |
| 3  | Charity Case        | Un caso di beneficenza    | 17 ottobre 2011    | 1º maggio 2012  |
| 4  | Risky Business      | Affare rischioso          | 31 ottobre 2011    | 1º maggio 2012  |
| 5  | The Confession      | La confessione            | 7 novembre 2011    | 8 maggio 2012   |
| 6  | Parents             | Genitori                  | 14 novembre 2011   | 8 maggio 2012   |
| 7  | Dead & Buried       | Morto e sepolto           | 21 novembre 2011   | 15 maggio 2012  |
| 8  | Perils of Paranoia  | Rischi di paranoia        | 28 novembre 2011   | 15 maggio 2012  |
| 9  | Better Half         | L'altra metà              | 23 gennaio 2012    | 22 maggio 2012  |
| 10 | Runaways            | Fuggiaschi                | 30 gennaio 2012    | 22 maggio 2012  |
| 11 | Nobody's Fault      | Nessun colpevole          | 6 febbraio 2012    | 29 maggio 2012  |
| 12 | Chase               | Chase                     | 13 febbraio 2012   | 29 maggio 2012  |
| 13 | Man of the House    | L'uomo di casa            | 20 febbraio 2012   | 5 giugno 2012   |
| 14 | Love Is Blind       | L'amore è cieco           | 27 febbraio 2012   | 5 giugno 2012   |
| 15 | Blowing the Whistle | Una questione d'onore     | 2 aprile 2012      | 12 giugno 2012  |
| 16 | Gut Check           | Prova di forza            | 9 aprile 2012      | 12 giugno 2012  |
| 17 | We Need the Eggs    | Ci servono le uova        | 16 aprile 2012     | 19 giugno 2012  |
| 18 | Body and Soul       | Corpo e anima             | 23 aprile 2012     | 19 giugno 2012  |
| 19 | The C Word          | La parola Cancro          | 30 aprile 2012     | 26 giugno 2012  |
| 20 | Post mortem         | Post mortem               | 7 maggio 2012      | 26 giugno 2012  |
| 21 | Holding On          | Resistere                 | 14 maggio 2012     | 3 luglio 2012   |
| 22 | Everybody Dies      | Tutti muoiono             | 21 maggio 2012     | 3 luglio 2012   |

## Venti Vicodin per la vita
- Titolo originale: Twenty Vicodin
- Diretto da: Greg Yaitanes
- Scritto da: Peter Blake

### Trama

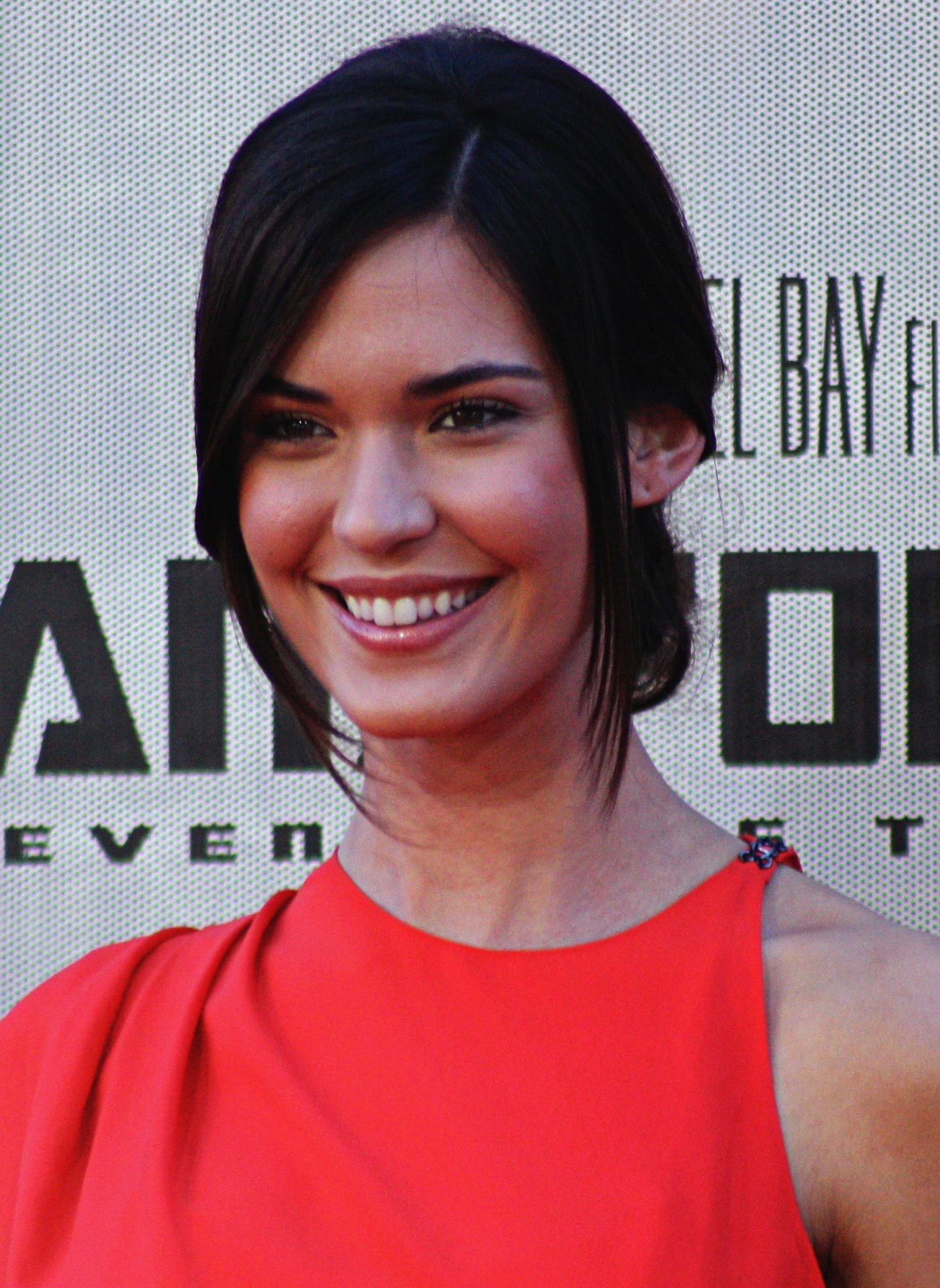
Odette Annable interpreta la dottoressa Adams

Una commissione carceraria per la libertà vigilata interroga House, agli arresti da otto mesi, dopo tre di latitanza: alle risposte sarcastiche di House la commissione gli concede cinque giorni per poter avere la libertà sulla parola, sempre che non si metta nei guai. Il primo giorno, il lunedì, vengono distribuite le medicine ai detenuti: House si accerta che il suo compagno di cella, assassino con crisi psicotiche, prenda i suoi farmaci. Anche a House viene consegnato il Vicodin, ma riesce a nascondere tra i denti alcune capsule, che consegna a Mendelson, boss del carcere, provocandolo. Al ritorno in cella, House viene fermato da un giovane detenuto che manifesta strani dolori ai gomiti. In carcere House si occupa delle pulizie: ha quindi accesso all'ambulatorio medico, dove lavorano il dottor Sykes e la dottoressa Adams che sta visitando il ragazzo con dolore ai gomiti. House fa colpo sulla dottoressa, smontando rapidamente la sua diagnosi di gonorrea e ipotizzando che si tratti invece di lupus eritematoso sistemico. Al martedì House visita il malato e viene minacciato da Mendelson e i suoi sgherri: prima di venerdì, giorno fissato per la sua uscita, House deve consegnargli 20 pillole di Vicodin. House prende così contatto con Porter, un detenuto nero che gestisce piccoli traffici interni al carcere, e si affida a lui per trovare le 20 pillole. Nel frattempo il detenuto con il possibile lupus si rompe il braccio solo appoggiandolo a muro. Il mercoledì, House è in crisi d'astinenza ma resiste alla tentazione di prendere una pillola. Incalza la dottoressa Adams per poter avere accesso alla cartella clinica del paziente e, al suo rifiuto, ascolta il respiro del ragazzo senza stetoscopio, riscontrando un'ombra acustica. La dottoressa, esterrefatta, propone un test di coagulazione che si rivela immediatamente positivo. Affascinata da House, la Adams indaga su di lui, ma riceve solo risposte sfuggenti. Il giovedì, House torna alla carica per potere consultare la cartella clinica: la dottoressa questa volta cede ma il dottor Sykes assiste alla scena e la mette in guardia sull'illegalità del suo gesto e sulle possibili conseguenze. Il malato intanto rifiuta le cure di House, che aveva ipotizzato un avvelenamento da tossine, presenti nella lavanderia dove il ragazzo lavora: quando ritorna all'ambulatorio, la Adams (nel frattempo venuta a conoscenza di come House è finito in prigione) gli nega qualsiasi altro contatto con il caso. Tornato in cella viene aggredito dagli uomini di Mendelson, il quale gli ricorda la scadenza del suo debito. House scatena così un principio d'incendio; si reca dalla Adams e, nel parapiglia che segue all'allarme, riesce a sottrarre una manciata di pillole di Vicodin. Tornato in cella, House assiste a uno shock anafilattico del ragazzo e gli pratica una tracheotomia con una penna. Durante la notte si accentuano i dolori e la crisi d'astinenza di Vicodin: House ingerisce alcune delle pillole che aveva messo da parte per Mendelsohn. Il venerdì, la mattina dell'ultimo giorno House getta le pillole rimaste nel water e chiede di essere messo sotto protezione, ma vedendo che la bevanda di un secondino emette vapore caldo capisce che la malattia del ragazzo non è il lupus ma mastocitosi. Va in ambulatorio per confermare la sua diagnosi ma si scontra con il dottor Sykes: non può quindi dare un'aspirina al malato per la minaccia del dottore di revocargli la libertà. House esce così dal laboratorio e la Adams lo segue e gli consegna del Vicodin. House va allora da Mendelsohn per porre fine al suo debito ma butta in aria le 20 pasticche del Vicodin scatenando una rissa e viene salvato solo dall'intervento del suo compagno di cella, tutto ciò per essere mandato in infermeria e tentare di far assumere l'aspirina al paziente. Portato in ambulatorio, si rinchiude nella stanza con il malato, mentre la Adams lo aiuta. Quando Sykes e gli agenti di guardia irrompono è lei che fa ingerire l'aspirina al ragazzo. Viene così licenziata in tronco e House viene trasferito in isolamento: nel vassoio del pranzo, un biglietto della dottoressa Adams gli conferma il risultato positivo della sua diagnosi.
- Diagnosi finale: mastocitosi
- Altri interpreti: Sebastian Sozzi (Nick), Michael Massee (Frankie), Jaleel White (Porter), Jude Ciccolella (Mendelson), Kaleti Williams (Asofa), Thom Barry (Dr. Sykes), Michael Paré (Warden Delaire)

## Il trapianto
- Titolo originale: Transplant
- Diretto da: Dan Attias
- Scritto da: David Foster, Liz Friedman

### Trama
House è in isolamento quando riceve la visita del direttore sanitario del suo vecchio ospedale. Si aspetta la Cuddy, ma trova invece Foreman, che è disposto a farlo uscire in libertà condizionata se riuscirà a risolvere un caso nelle successive 12 ore: deve capire il problema dei polmoni (momentaneamente in animazione sospesa) estratti da un giovane morto in un incidente, affinché possano essere trapiantati.

Condotto al Princeton, House scopre che la Cuddy si è dimessa il giorno dopo l'incidente, che il suo team non lavora più all'ospedale e che il suo ufficio è stato dato a medici di ortopedia. Gli viene affidato come assistente la giovane dottoressa Park, che se n'è andata da neurologia dopo che il suo superiore l'ha molestata.
Durante l'episodio House ha vari dialoghi con Wilson, che ha in cura la paziente in attesa dei polmoni e che gli dice che non sono più amici. Dopo vari tentativi di House di ripristinare il loro rapporto di amicizia questi dice a Wilson di dargli un pugno o un calcio per sfogarsi e per passarci sopra. Wilson, inizialmente recalcitrante, alla fine dell'episodio lo accontenta con un pugno in faccia e con un invito a cena.
House risolve il caso diagnosticando il problema ai polmoni che saranno così trapiantati alla paziente.
Foreman, per venire incontro a House, gli fa riarredare l'ufficio come era prima che se ne andasse, lasciando però un'area, confinante, al reparto di ortopedia.
- Diagnosi finale: polmonite eosinofila acuta
- Altri interpreti: Liza Snyder (Vanessa), Heather McComb (Theresa), Ron Perkins (Dr. Ron Simpson), Charles Rahi Chun (Kwansik Park), Ralph Garman (Bobby)

## Un caso di beneficenza
- Titolo originale: Charity Case
- Diretto da: Greg Yaitanes
- Scritto da: Sara Hess

### Trama
Un uomo sviene dopo aver donato un milione di dollari a un'associazione. House chiama la dottoressa Adams per farsi aiutare gratuitamente nel caso: tutti i sintomi fanno pensare a semplice disidratazione però House, convinto che l'eccessiva generosità sia un sintomo, decide di fargli vari test. L'uomo sente le infermiere parlare di una paziente in insufficienza renale e decide di donargli un rene, l'ospedale accetta ma prima dell'operazione il paziente va in tachicardia e il prelievo viene rimandato. Dopo che il paziente si offre di donare entrambi i reni House capisce che ha un problema alla tiroide e lo cura. Nel frattempo House convince Tredici a tornare a lavorare gratuitamente per lui; la ragazza, inizialmente restia, accetta, ma poi, dopo averla vista felice con la sua nuova ragazza, la licenzia.
- Diagnosi finale: morbo di Plummer (adenoma tossico della tiroide)
- Altri interpreti: Wentworth Miller (Benjamin Byrd), Ron Perkins (Dr. Ron Simpson), Toni Trucks (Trina)

## Affare rischioso
- Titolo originale: Risky Business
- Diretto da: Sanford Bookstaver
- Scritto da: Seth Hoffman

### Trama
Un amministratore delegato di un'azienda si ammala prima di potere firmare per trasferire la propria azienda in Cina. House accetta il caso e convince il paziente con un ricatto a donargli dei soldi per ripristinare il proprio dipartimento. Il paziente però si aggrava e Foreman dopo avere parlato con l'uomo straccia l'assegno. Intanto Park scommette con House che non sarà licenziata a seguito della sua udienza preliminare per aver aggredito il suo ex capo per molestie. Intanto il paziente si aggrava ulteriormente così House chiede un consulto neurologico al dottor Andrews, ex capo di Park, ma i due fanno diagnosi contrastanti. Park, per dimostrare di avere ragione fa un test per confermare la sua diagnosi nonostante il parere contrario di House, perciò il paziente va in coma. A seguito dell'udienza, Park non viene licenziata e il team riesce a salvare il paziente in tempo per firmare il contratto. House riesce a trovare i soldi per finanziare il reparto di diagnostica e riavere il suo ufficio al completo, sfrattando quelli di ortopedia e chiede a Foreman non solo di riassumere Chase e Taub, ma anche di assumere definitivamente la dottoressa Adams. A fine episodio, House scopre che Adams ha da poco firmato le carte per il suo divorzio e le permette di sfogarsi distruggendo dell'attrezzatura da lui pagata.
- Diagnosi finale: sindrome da iperviscosità
- Altri interpreti: Michael Nouri (Thad Barton), Alexie Gilmore (Ainsley Barton)

## La confessione
- Titolo originale: The Confession
- Diretto da: Kate Woods
- Scritto da: John C. Kelley

### Trama
Bob Harris, il vincitore del premio volontario dell'anno di Cedarville, sviene nella camera di un motel mentre sta tradendo la moglie. Dopo essere stato portato in ospedale l'uomo si aggrava e viene portato in sala operatoria, ma durante l'operazione il paziente ha un'insufficienza epatica e necessita di un trapianto. Tutti i concittadini del paziente si presentano per fare il test, ma l'uomo prima di permetterglielo rivela tutte le malefatte della sua vita: dopo aver detto a sua moglie di averla tradita, confessa ai suoi concittadini di averli truffati. Quest'ultimi vanno via sconcertati. Intanto Chase e Taub tornano a lavorare nel team assieme alle altre due dottoresse. House viene a sapere che Taub ha portato con sé, solo per un giorno, le sue figlie (avute rispettivamente dalla sua ex moglie e dalla sua amante), però non ha mai fatto il test del DNA per confermare la paternità, così il diagnosta lo convince a farlo ma poi l'uomo si pente e distrugge i risultati. Intanto House chiama dei tecnici per rimodernare il suo ufficio e prendendo gli arredi in giro per l'ospedale. Il paziente peggiora e confessa a Chase che oltre ad aver truffato ha anche commesso degli omicidi. Dopo una TAC scoprono un aneurisma nel cervello che è la causa di tutte le confessioni e arrivano alla diagnosi. Alla fine la moglie di Bob torna dal marito credendo che la confessione del tradimento fosse causata dalla malattia e quando gli chiede conferma lui però mente. House fa installare una parete mobile comunicante con l'ufficio di Wilson che non è del tutto contento della modifica apportata.
- Diagnosi finale: sindrome di Kawasaki
- Altri interpreti: Jamie Bamber (Bob Harris), Heather Stephens (Denise), Carlie Casey (Cindy), E.E. Bell (Sindaco Collins).

## Genitori
- Titolo originale: Parents
- Diretto da: Greg Yaitanes
- Scritto da: Eli Attie

### Trama
Un giovane ragazzo che lavora come clown cade a terra paralizzato durante una festa di compleanno, dopo essere stato colpito da un bambino. Il caso viene affidato a House. A seguito di una prima differenziale, i medici curano il paziente per l'endocardite, ma la cura non funziona. Intanto il diagnosta continua a stuzzicare Taub, la cui ex moglie vuole trasferirsi a Portland con la figlia, ma il neopapà non vuole separarsi dalla bambina. Dopo varie diagnosi errate il team scopre che il padre biologico del paziente, che lui credeva morto, è in realtà vivo e ha abusato del figlio trasmettendogli la sifilide dodici anni prima (motivo per cui la madre lo ha allontanato). Nel frattempo House cerca di analizzare Adams per conoscerla meglio e ne deduce che non ha avuto un buon rapporto coi suoi genitori. Intanto Wilson riceve da un paziente due biglietti per un incontro di pugilato, Foreman lo convince a non andarci per poi andarci lui stesso assieme a House.
- Diagnosi finale: sifilide
- Altri interpreti: Harrison Thomas (Ben Parker), Lisa Lackey (Janey Parker), John Scurti (Monroe), Jennifer Crystal (Rachel), Jim Lampley (Jim Lampley), Zena Grey (Ruby), Käthe Mazur (Sandy).

## Morto e sepolto
- Titolo originale: Dead & Buried
- Diretto da: Miguel Sapochnik
- Scritto da: David Hoselton

### Trama
House cerca di capire cosa ha ucciso un bambino di quattro anni, che sembrava essere affetto da una malattia renale, senza il consenso di Foreman; nel frattempo la squadra ha in cura una ragazza che ha avuto una reazione allergica idiopatica. House convince il padre del bambino a dirgli dove questi è sepolto, per analizzarne i resti, e inoltre insieme con il padre ispeziona la vecchia casa, dove la madre del bambino vive col suo nuovo compagno e con un figlio avuto da lui. House trova la vera causa della morte del bambino in una malattia genetica che la madre ha trasmesso anche al nuovo figlio, il quale potrà così essere curato. La squadra invece scopre che la ragazza è incinta, ma lei dice di non aver mai avuto rapporti; inoltre investigando in camera sua scoprono dei DVD di film porno violenti e zoofilia. House capisce quindi che la ragazza è affetta da disturbo da personalità multipla scatenato da un incidente automobilistico avuto a 2 anni, in cui lei vide morire suo padre. Altri test dimostrano che la ragazza non è incinta, ma ha un tumore che le fa alterare i valore del sangue (così da risultare positiva ai test di gravidanza). Chase intanto partecipa di nascosto a un programma televisivo e viene poi deriso dal team quando viene scoperto. Foreman aggiunge trenta ore di ambulatorio in più a House per essersi allontanato dall'ospedale per investigare sul bambino morto.
- Diagnosi finale: disturbo dissociativo dell'identità e coriocarcinoma (Iris), sindrome di Alport (Drew e Mickey)
- Altri interpreti: Channon Roe (Emory LeMaine), Madison Davenport (Iris), Julie McNiven (Mickey Darro), Sarah Aldrich (Faye), Robert Pine (Ray), David Wells (Milton)

## Rischi di paranoia
- Titolo originale: Perils of Paranoia
- Diretto da: David Straiton
- Scritto da: Thomas L. Moran

### Trama
Un pubblico ministero durante un processo viene preso da un attacco d'ansia che lui scambia per infarto e viene portato al Princenton. Dopo una prima differenziale, il team sospetta che qualcuno abbia avvelenato il paziente, ma la moglie di quest'ultimo dice a Taub che il marito non ha potenziali nemici, né tanto meno lei vorrebbe ucciderlo; inoltre sottolinea che lui non mangia nulla al di fuori di casa sua perché fissato con l'igiene. Quando House chiede al team di dividersi in gruppi da due per fare le analisi e perquisire la casa, Chase e Adams dicono all'unisono di voler stare con Taub, facendo sentire esclusa Park. A seguito della perquisizione si scopre una stanza segreta dove il paziente tiene un intero arsenale, fatto costruire durante una ristrutturazione e all'insaputa della moglie. Si ipotizza che sia paranoico e che abbia attacchi d'ansia dovuti al proprio mestiere, infatti teme che con il crollo della borsa egli debba difendere la propria famiglia. Nel frattempo Park è demotivata poiché non si sente rispettata dal team; Taub cerca di consolarla, House invece la mette di fronte a una verità: lei è un bravo medico ma non piace a nessuno. Foreman riceve delle avance dalle infermiere e se la prende con Taub perché pensa che abbia messo in giro la voce che il direttore starebbe cercando una compagna, ma il collega gli mente spudoratamente. Parlando dell'arsenale del paziente, Wilson chiede a House se anch'egli possieda una pistola e alla sua negazione si intrufola a casa sua sperando di dimostrare il contrario e cade letteralmente in una trappola messa apposta da House che si aspettava una perquisizione dal suo amico. Ma Wilson non si arrende. Intanto Chase e Adams litigano per aver fatto sentire la loro collega esclusa; lui le confessa che trova Park strana e lei attraente, ma Adams cerca di cambiare argomento. Successivamente il team scopre che i sintomi del paziente oltre che psicologici sono anche fisici e a seguito di una differenziale viene diagnosticata un'infezione dovuta a un batterio. Nel frattempo Foreman si aprirà a una vita sociale che tanto aveva evitato; decide di lasciarsi andare con una ragazza conosciuta in palestra, ma alla prima uscita scopre che in realtà è sposata. Alla fine Wilson trova una pistola in casa dell'amico; House afferma sia finta ma in realtà è autentica. Park decide di fare il primo passo per costruire un'amicizia coi suoi colleghi, così invita Chase a uscire insieme; lui, non essendo interessato, rifiuta con la scusa di non frequentare i suoi colleghi al di fuori dell'ospedale, ma lei controbatte sapendo che la sua ex moglie lavorava insieme con lui. Così Chase si vede costretto ad accettare l'invito controvoglia. Foreman invece decide di dare una seconda occasione alla ragazza conosciuta in palestra.
- Diagnosi finale: difterite
- Altri interpreti: Yan Feldman (Mike), Vincent Spano (Tommy), Amanda Foreman (Olivia), Yaya DaCosta (Anita), Blake Anderson (Ethan)

## L'altra metà
- Titolo originale: Better Half
- Diretto da: Greg Yaitanes
- Scritto da: Kath Lingenfelter

### Trama
Un uomo malato di Alzheimer precoce vomita sangue e viene ricoverato al Princeton Plainsboro. Il team procede con una gastroscopia ma non trovano anomalie. La moglie del paziente cerca di supportare il marito e viene a fargli visita un uomo che la donna definisce "caro amico". Park però è sospettosa e pensa che l'amico di famiglia sia in realtà l'amante della moglie. Intanto Wilson visita una giovane e bella donna in ambulatorio; il medico propone alla donna un test di gravidanza di routine, ma lei dice di non avere rapporti col marito poiché entrambi sono asessuali. L'oncologo fa incuriosire House sul caso e lui scommette che sotto ci sia una ragione medica, Wilson accetta a patto che il diagnosta non abbia alcun contatto con la paziente. Il team scopre che la terapia causa al paziente violenti attacchi d'ira; egli sferra un pugno alla moglie, gesto che Park collega ironicamente al presunto tradimento da parte della donna. Il giorno dopo i medici si accorgono che il paziente è sparito a fanno attivare la sicurezza per trovarlo. La moglie, che si era presa una notte di riposo, è furibonda. House interpreta il suo comportamento come senso di colpa e capisce che ha una relazione con quello che lei definisce amico. I medici trovano il paziente incosciente e al gelo in un campo sportivo, nelle vicinanze dell'ospedale, dove era solito allenarsi. Viene riportato in ospedale e messo in terapia intensiva. Adams pensa che il paziente abbia tentanto il suicidio per evitare di essere un peso per la moglie; Chase invece, che in famiglia ha avuto un'esperienza simile, confessa che avrebbe preferito veder morire la madre suicida anziché prendersi cura di lei mentre si distruggeva con l'alcol. Lo scaltro House visita il marito della donna asessuale, scoprendo che ha un tumore al cervello che inibisce la libido e provoca disfunzione erettile. House vince la scommessa. Al suo risveglio, il paziente parla portoghese; durante una differenziale House e Foreman si martellano a vicenda sui nuovi sintomi che sono comparsi dopo la fuga. La moglie si arrende e dice ai medici che non si sente più in grado di occuparsi del marito, ma quando lui le racconta della prima volta che si sono visti, la donna ritrova la speranza. Alla fine Foreman centra la diagnosi: il paziente ha la sindrome di Reye. 
- Diagnosi finale: sindrome di Reye
- Guest star: Melanie Lynskey (Natalie Tavares), Corri English (Kayla), Ivo Nandi (Andres Tavares), Tracy Vilar (Regina), Roma Chugani (Dr. Banerjee), Brian Skala (Randy)

## Fuggiaschi
- Titolo originale: Runaways
- Diretto da: Sanford Bookstaver
- Scritto da: Marqui Jackson

### Trama
Una senzatetto minorenne si presenta da House per un controllo alla respirazione; assieme a lei c'è un uomo che aveva pagato affinché si fingesse suo padre. House però si accorge subito dell'imbroglio e nota che le sanguinano le orecchie, così decide di tenerla sotto osservazione, ma siccome è minorenne non dice nulla a Foreman. Riunisce il suo team, in un bar dove fanno i pancake più buoni della zona, per discutere della differenziale. Poco dopo entra nel locale anche Foreman in compagnia di una ragazza, ignaro di trovare i suoi colleghi; mentre i due si accomodano a un altro tavolo, House non si lascia scappare l'occasione di metterlo in imbarazzo. In ospedale i medici interrogano la paziente. La ragazza era scappata dalla madre tossicodipendente che la picchiava per poi finire a vivere per la strada. Park e Adams scoprono poi che la paziente vive da sola in una casa abbandonata infestata dalla muffa e la curano per un'infezione da funghi. Intanto Taub si congratula con Foreman per la sua nuova relazione e rimpiange i bei tempi siccome adesso deve occuparsi delle sue figlie, alle quali non riesce ad affezionarsi. Alla paziente si manifesta un nuovo sintomo: mentre tenta di scappare le si paralizzano le gambe. Dopo un'altra differenziale, decidono di curarla per la vasculite; Adams invece insiste per chiamare gli assistenti sociali, ma House è in disaccordo perché se Foreman viene a sapere che la paziente non è maggiorenne rischia di perdere il caso. Così decide di fare il doppio gioco: le permette di chiamare un assistente sociale, ma alla fine fa presentare una prostituta che si finge tale. Foreman viene a sapere che House sta curando una minorenne e minaccia di togliergli il caso, lui però lo ricatta con delle foto che lo ritraggono con la sua ragazza già sposata che potrebbero compromettergli la carriera. Gli assistenti sociali avvisano la madre della condizione di salute della figlia, motivo per cui accorre subito all'ospedale. Ovviamente la madre e la figlia entrano subito in contrasto. La donna ammette di essere stata una pessima madre dopo la morte del marito e di aver trascurato la figlia, ma ribadisce di non averla mai picchiata. La figlia ha mentito perché non sopportava la madre che a causa della droga aveva smesso di occuparsi non solo della figlia, ma anche della casa e del lavoro. La ragazza si è trovata costretta a lavorare per pagare l'affitto e i conti, prendendosi anche cura della madre. Foreman dice alla sua ragazza di smetterla di vedersi poiché non vuole mettersi nei guai, ma la donna confessa di aver messo a conoscenza il marito della sua relazione extraconiugale e di essere d'accordo sul fatto che la moglie abbia un amante. Foreman non è d'accordo e i due si lasciano. La paziente è restia a perdonare la madre, perché pensa che possa ricadere nella droga; così House la mette alla prova: dopo averle parlato lascia volontariamente vicino a lei un flacone di Vicodin, ma la donna lo restituisce subito. A seguito di varie discussioni madre e figlia si riconciliano. Dopo svariate supposizioni sulla malattia della ragazza (tra cui un possibile aneurisma e problemi di alcolismo) si giunge finalmente alla conclusione: la ragazza mesi prima, durante una vacanza, aveva nuotato in uno stagno ed era stata attaccata da dei vermi parassiti. Dopo averle somministrato la cura ed essere guarita, la figlia sparisce lasciando una lettera alla madre. La ragazza è convinta che la donna non possa cambiare e non vuole esserci quando ricadrà di nuovo nella droga.
- Diagnosi finale: ascaridiasi
- Guest star: Bridgit Mendler (Callie Rogers), Yaya DaCosta (Anita), Darlene Vogel (Ellen Rogers), Kai Lennox (George).

## Nessun colpevole
- Titolo originale: Nobody's Fault
- Diretto da: Greg Yaitanes
- Scritto da: David Foster, Russel Friend, Garrett Lerner

### Trama
L'episodio si apre con una camera del Princeton che viene messa sottosopra e dappertutto ci sono macchie di sangue.
House viene intervistato da un esterno in veste di arbitro, chiamato a giudicare gli eventi del giorno in questione. Nonostante la situazione lasci presagire una certa gravità, House non rinuncia ai suoi atteggiamenti provocatori e attira l'inimicizia dell'arbitro suddetto. Questi cerca di far pressione sui dottori Park, Taub e Adams affinché ammettano che la responsabilità di quanto accaduto sia, anche solo parzialmente, di House, ma invano. Si scopre che l'incidente in questione è l'accoltellamento di Chase con un bisturi da parte di un paziente (un insegnante con paralisi, ustioni chimiche ai polmoni e altri sintomi) in crisi psicotica causata da steroidi, mentre lui e Adams gli effettuavano una biopsia cutanea senza il parere di House. Questo ha danneggiato il ventricolo sinistro, mettendo a serio rischio la vita del dottore. Il processo prosegue; in un confronto diretto viene a galla che il dottor Foreman ha scelto la persona addetta a indagare sugli avvenimenti perché suo mentore in precedenza, cercando dunque in lui una garanzia al suo posto da direttore sanitario, che sarebbe stato altrimenti vacillante in caso di colpevolezza di House. La strategia viene scoperta e Foreman viene disilluso.
Chase, risvegliatosi, scopre di aver perso l'uso delle gambe. House ipotizza una possibile causa, poi verificata e Chase viene operato. La sua remissione è comunque tutt'altro che certa. Il processo prosegue, House continua a dichiarare la sua innocenza asserendo che l'incidente non era prevedibile, dunque non alienabile. Il giudice incontra anche Chase e dal suo colloquio stabilisce che la colpa è di House, perché il diagnosta ha creato un ambiente non salubre che spinge i medici a sfidarlo e ad agire di testa propria senza cognizione dei rischi. In seguito si ritira per prendere una decisione. Intanto il paziente è trasferito in un altro ospedale. Tuttavia poco prima House, che nonostante tutto ha continuato a lavorare al caso del paziente psicotico, a differenza del suo team, ha un'intuizione. Formula la diagnosi finale ma nonostante ciò il paziente viene trasferito. La mattina seguente il giudice si presenta intenzionato a condannare House, ma la moglie del paziente irrompe nella stanza dicendo che il marito era sopravvissuto grazie al lavoro di House. Le accuse vengono lasciate cadere con forte sdegno di House che accusa il giudice di non essere stato obiettivo. A fine episodio, il diagnosta si scusa con Chase che fa la riabilitazione, ma non viene perdonato. 
- Diagnosi finale: sindrome da lisi tumorale e psicosi indotta da corticosteroidi (paziente), embolo in arteria radicolare indotto dal ferimento al ventricolo sinistro (Chase)
- Altri interpreti: David Anders (Paziente in crisi psicotica)

## Chase
- Titolo originale: Chase
- Diretto da: Matt Shakman
- Scritto da: Peter Blake, Eli Attie

### Trama
Chase, dopo l'incidente avuto qualche tempo prima, non è ancora tornato al lavoro, nonostante svariati tentativi di House di farsi perdonare. Ma, dopo un consiglio di Foreman decide di fare comunque le sue ore in ambulatorio e mentre visita un'aspirante suora nota dei noduli e decide di farla ricoverare per precauzione. Con la donna nasce una complicità, dettata da esperienze passate comuni legate all'Australia e all'avvicinamento di Chase alla fede in giovane età. Chase riprende la mobilità alle gambe, anche se continua a deambulare aiutato da stampelle. La fede dell'aspirante suora vacilla dopo alcuni discorsi con Chase in cui lei confida i reconditi motivi della sua scelta di prendere i voti. Una volta dimessa, la donna non entra più in convento ma si presenta all'appartamento di Chase, con cui passa la notte. Al risveglio, qualcosa non va e Chase l'accompagna d'urgenza al Princeton Plainsboro Teaching Hospital, dove lo stesso la opera, salvandole la vita.
Chase a questo punto si aspetta di poter condividere una storia d'amore con la ragazza che, però, asserisce di aver avuto la tanto agognata "chiamata spirituale" proprio durante l'operazione, decidendo così di ritornare in convento con la madre superiora. Al termine Chase si riunisce al team e si scambia un segno d'intesa ritrovata con House.
- Diagnosi finale: arterite temporale
- Guest star: Julie Mond (Moira Parker), Valeri Ross (Suor Joan)

## L'uomo di casa
- Titolo originale: Man of the House
- Diretto da: Colin Bucksey
- Scritto da: Sara Hess, Liz Friedman

### Trama
John, un uomo di 38 anni, sviene durante una sua conferenza di counseling matrimoniale. Sospettando un'embolia polmonare, il team di House esegue l'analisi dei D-dimeri, che risulta negativo. Nel frattempo scoprono che John, tre anni prima, dopo aver conosciuto sua moglie Marlene, subì un mutamento filosofico-spirituale e nutrizionale che, secondo House, fu dovuto a un trauma fisico antecedente. Accertato tale trauma, House riesce a spiegare i sintomi del paziente mediante un basso livello di testosterone dovuto a un colpo ai testicoli. Sennonché, durante un'iniezione di testosterone, John urina nei propri pantaloni, rendendo la diagnosi incompleta. Durante un esame per la sclerosi multipla, inoltre, il paziente si accorge di vedere doppio. Su suggerimento di Taub, il team inizia a curare John per una miastenia gravis. Tuttavia, dopo aver notato che le sclere del paziente sono completamente gialle, verificano la profonda imperfezione della funzionalità epatica, respingendo la tesi di Taub (per la teoria di House secondo cui le coincidenze non esistono). Scartate anche la malattia di Lyme e la strongiloidosi, House ha finalmente la sua classica intuizione: guardando i video di alcune vecchie conferenze del paziente, infatti, si accorge che la sua voce era alquanto rauca, sintomo della tiroidite silente (il che conferma, indirettamente, anche la tesi di Taub precedentemente scartata). John prende coscienza della sua malattia e della cura a cui dovrà sottoporsi, ma decide di non continuare le iniezioni di testosterone, accettandone le possibili conseguenze negative. Queste, infatti, inizialmente sembravano avere effetti positivi anche sul suo matrimonio (specialmente dal punto di vista della libido), ma lo stavano facendo tornare a essere l'uomo arrogante di un tempo.
Intanto, House mette al bando la carica di capo del team che precedentemente apparteneva a Foreman. Nonostante vengano tutti, a parte Taub, spinti a gareggiare l'uno contro l'altro, ricorrendo anche a diversi sotterfugi, alla fine sarà proprio Taub a ottenere tale posto.
Parallelamente alla vicenda principale, la trama della serie prosegue: Dominika, la moglie di House, informa il diagnosta che a breve riceveranno in visita un ispettore dell'Ufficio immigrazione, che deciderà definitivamente se assegnare o meno la green card alla donna ucraina. Dopo un'accurata preparazione, i due riescono quasi a convincere l'ispettore, fin quando il loro dirimpettaio di pianerottolo non li smaschera. L'ispettore, dopo uno sfogo di Dominika, accetta di non denunciarli, ma li obbliga a convivere per almeno sei mesi, informandoli che per tutto il periodo saranno tenuti sotto osservazione e potranno ricevere in qualsiasi momento delle visite a sorpresa.
- Diagnosi finale: tiroidite silente secondaria alla sindrome polighiandolare autoimmune di tipo III
- Guest star: Karolina Wydra (Dominika Petrova), Jake Weber (Joe Reese), Rena Sofer (Marlene Reese), José Zúñiga (Nate Weinmann)

## L'amore è cieco
- Titolo originale: Love Is Blind
- Diretto da: Tim Southam
- Scritto da: John C. Kelley

### Trama
Will, un ragazzo cieco e diabetico, ha appena comprato un anello per la sua fidanzata. Appena uscito dalla gioielleria, ha delle allucinazioni uditive e un forte senso di disorientamento, per poi svenire. Durante un esame per l'epilessia, tre denti gli si staccano e finiscono in gola, lacerandola e facendolo quasi soffocare. Park e Taub scoprono che Will possiede dell'LSD in casa e gliene chiedono il motivo. Will racconta che è stata Julie, la sua attuale fidanzata, a proporgli di fare uso di acidi, per avere almeno l'impressione di vedere qualcosa, ed è proprio lei che intende sposare. Melissa, la ragazza che va continuamente in ospedale per accertarsi delle sue condizioni, gli propose infatti di prendersi alcuni mesi di pausa prima di fare il "grande passo", e così lui ha conosciuto Julie. Nel frattempo, però, Will ha avuto una forte crisi epilettica, che spinge il team di House a eseguire una TAC cerebrale. Nei risultati dell'esame, House intravede un coagulo, da cui deduce una trombosi dei seni venosi cerebrali causata da una possibile sindrome di Behçet. Anche il fatto che Will abbia tossito sangue sembra rientrare in tale tesi: Park ipotizza infatti che un trombo cerebrale possa essere finito nei polmoni causando l'emottisi, e la TAC polmonare parrebbe confermarlo. Ma la successiva necrosi oculare di Will fa venire un dubbio a House, che riesamina il risultato della TAC polmonare e capisce che quello che hanno scambiato per un trombo finito nei polmoni in realtà è l'origine di una malattia infettiva: la mucormicosi. Tuttavia, la cura per tale infezione, mischiata ai farmaci precedentemente assunti dal paziente, potrebbe portarlo a perdere anche l'udito. Will rifiuta di essere curato, ma acconsente all'arrivo di Melissa, la quale capisce di averlo trattato per troppo tempo come un bambino e gli dice che la decisione spetta soltanto a lui. Iniziato il trattamento, Will ha perso l'udito, ma chiede ugualmente a Melissa di sposarlo. All'urlo acconsenziente di Melissa, Will riacquista l'udito.
Nel frattempo, Blythe, la madre di House, arriva in ospedale con Wilson, e House cerca di evitarla. Wilson intuisce che ha una malattia terminale e lo comunica al diagnosta. House va dunque a visitarla nell'appartamento dove alloggia, dove scopre che sta per risposarsi e ha appositamente indotto Wilson a credere che stesse per morire. Wilson invita Blythe e il fidanzato Thomas a cena per conto di House. Quest'ultimo, cercando di creare una situazione di imbarazzo, porta con sé a cena anche Dominika. La madre, serenamente, risponde a tale provocazione ammettendo di essersi sposata con Thomas già due mesi dopo la morte del padre di House. Il medico allora decide di calarsi i pantaloni e di mostrare a Thomas la voglia che ha sul pene, comunicandogli che è il suo padre biologico. Thomas reagisce inizialmente male a tale notizia, ma poi si scusa, su sollecitazione di Blythe. Nel finale, Wilson fa sapere a House che Thomas non è realmente suo padre: l'esame del DNA che l'oncologo ha fatto di nascosto (dopo aver rubato la forchetta di Thomas al ristorante) è infatti risultato negativo.
- Diagnosi finale: mucormicosi
- Guest star: Karolina Wydra (Dominika Petrova), Diane Baker (Blythe House), Michael B. Jordan (Will Westwood), John Montana (Sam), Margo Harshman (Melissa), Billy Connolly (Thomas)
- NOTA: Questo episodio è il motivo specifico per cui si dichiara che questa stagione è stata presentata in anteprima in Canada prima degli Stati Uniti. La Fox ha ritardato la trasmissione americana di tre settimane fino al 19 marzo a causa di un ritardo meteorologico di trenta ore con la Daytona 500 che ha causato la prelazione.

## Una questione d'onore
- Titolo originale: Blowing the Whistle
- Diretto da: Julian Higgins
- Scritto da: Danny Weiss, Seth Hoffman

### Trama
Un soldato americano, Will, sta tornando dalla guerra e suo fratello, anch'egli arruolato nell'esercito, deve prendere il suo posto. All'arrivo tuttavia viene scortato in manette accusato di tradimento: si scoprirà che la sua colpa è quella di aver diffuso un video in cui gli americani uccidono un gruppo di civili, inclusi alcuni bambini, sospettando che la pala con cui stavano giocando i piccoli fosse in realtà un'arma di distruzione. Mentre viene portato in custodia, Will perde conoscenza e presenta i sintomi di un attacco epilettico, ma i medici dell'esercito non riescono a eseguire una diagnosi. Il team di House è convinto che il paziente abbia finto i sintomi per evitare la prigione e per dimostrarlo gli dicono di curarlo per una trombosi agli arti inferiori, per cui dovrebbe accusare un leggero torpore alle gambe, ma gli somministrano un placebo mostrando l'inganno. Tuttavia mentre Adams prepara i moduli per la dimissione, Will ha forti dolori addominali causati da lividi localizzati sull'intero addome.
Taub pensa alla sarcoidosi che viene curata con il prednisone, ma non appena somministrato il paziente comincia a sanguinare dappertutto; le piastrine sono state sequestrate dalla milza e non c'è tempo per eseguire trasfusioni, quindi viene operato d'urgenza per liberare le piastrine e far coagulare nuovamente il sangue. In sala operatoria Chase pensa alle milze accessorie quali causa dell'emorragia. Will comincia a presentare sintomi compatibili con la malaria, che secondo House è plausibile anche se nell'esercito distribuiscono vaccini poiché il soldato li ha presi 10 anni prima, il tempo necessario a 10 000 generazioni di zanzare per sviluppare una resistenza. Will non si fa curare finché l'esercito non gli darà l'opportunità di dichiarare in diretta tv che un attentato avvenuto qualche giorno prima non era stato causato dal video che egli ha diffuso, essendo necessari almeno 3 giorni per prepararlo (e il video era uscito appena il giorno prima). I medici per poterlo curare scendono a patti e se accetta di farsi curare gli consegneranno i files secretati contenenti informazioni sulla morte di suo padre. Accetta, ma la febbre tuttavia non cessa di calare e anche quest'ipotesi è da scartare. House intuisce che anche se il paziente si è rasato presenta il tifo esantematico, causato da pidocchi di ratto che si sono attaccati nei villaggi afghani. Will intanto è venuto a sapere che suo padre è davvero morto di un incidente stradale perché ubriaco (era alcolista) e che ha anche ucciso un pedone, fatto che aveva portato il fratello maggiore a insabbiare il file nell'esercito; l'uomo che conosceva e rispettava (tanto da diffondere il video in suo nome, per non sfigurare nell'onore) non era davvero così, rendendo vano il suo sforzo di far sapere a tutti la verità. House gli propone di dichiararsi non colpevole al processo, poiché il tifo tra le altre cose è associato a disturbi psichici di varie entità.
Parallelamente al caso clinico, il team di House sospetta che il suo capo sia gravemente malato e che necessiti di cure. Adams pensa a un'encefalopatia epatica, causata da anni di abuso di Vicodin, e ne parla sia con gli altri sia con Wilson, il quale però si rivela inizialmente scettico (House ha già simulato sintomi in passato). Tutti cercano di parlarne e di affrontare il problema con House stesso, ma il geniale diagnosta rifiuta qualsiasi esame, convinto di essere sano. Neanche l'intervento di Foreman, che lo limita non poco nella sua pratica medica, messo al corrente da uno dei componenti del team di House, lo convince a sottoporsi ad accertamenti. Taub raccoglie campioni di feci di House e ne diagnostica l'imminente cedimento del fegato, confermando le preoccupazioni di Adams. Ma alla fine House esce allo scoperto: prima di andare in bagno ha assunto iperico per alterare il metabolismo dell'acetaminofene, il che ha ingannato tutti. Al termine House scopre che era stato Chase, che motiva il suo gesto come l'essere quello che potrà avvertire Foreman nel caso in cui le capacità di House dovessero realmente scemare.
- Diagnosi finale: tifo esantematico
- Guest star: Arlen Escarpeta (Brant), Sharif Atkins (Hayes)

## Prova di forza
- Titolo originale: Gut Check
- Diretto da: Miguel Sapochnik
- Scritto da: Jamie Conway, David Hoselton

### Trama
Hatcher (soprannominato "Hatchet", in italiano tradotto con accetta), 22 anni, inizia a tossire sangue durante una partita di hockey senza aver subito traumi. Hatcher è un enforcer, un ruolo non ufficiale dell'hockey che lo obbliga a tenere un comportamento molto violento durante le sue partite. Taub parte prevenuto nel giudicare il paziente perché ritiene l'hockey un gioco violento e compie una serie di scelte sbagliate. Intanto, Wilson è rattristato perché non ha mai potuto avere figli. House cerca di dissuaderlo dal suo desiderio di paternità e ingaggia Duncan, un attore di undici anni, chiedendogli di recitare la parte del figlio di Wilson avuto da una sua ex ragazza. Park ha finalmente lasciato la casa dei genitori perché vuole essere indipendente, ma purtroppo non ha ancora trovato un alloggio ed è costretta a dormire in macchina. Chase le propone di soggiornare a casa sua fino a quando non avrà trovato una sistemazione adatta alle sue tasche. Quando Taub si accorge di non essere obiettivo, chiede a House di negargli il caso, ma contemporaneamente intuisce qual è il vero problema di Hatcher. Intanto il rapporto padre-figlio tra Wilson e Duncan si intensifica al punto che il piccolo chiede di poter stare a casa del padre poiché la madre dovrà trasferirsi in Costa Rica per affari. Wilson all'inizio accetta la proposta, ma riflettendo meglio si rende conto che non ha le capacità di crescere un figlio. Solo dopo aver confidato le sue insicurezze a House, quest'ultimo gli rivela che Duncan non è suo figlio. Anche se Wilson trova lo scherzo di pessimo gusto, in realtà è sollevato.
- Diagnosi finale: sindrome di Miller Fisher
- Guest star: Greg Finley (Bobby), Will Shadley (Duncan)

## Ci servono le uova
- Titolo originale: We Need the Eggs
- Diretto da: David Straiton
- Scritto da: Peter Blake, Sara Hess

### Trama
Henry e la sua vicina di casa, Molly, sono al luna park. La ragazza ci prova con lui, ma Henry la respinge in quanto è fidanzato. Improvvisamente lui inizia a piangere sangue e viene portato al Princeton Plainsboro. Il paziente ha sempre sostenuto di avere una fidanzata, Amy, di cui tuttavia non si hanno tracce. Solo durante una perquisizione in casa di Henry, Chase e Adams scoprono che in realtà Amy è una bambola gonfiabile. Nel frattempo, all'emorragia si aggiungono anche una forte febbre e un'insufficienza renale con annesse allucinazioni. Henry si confida con la dottoressa Adams, dicendole di aver fatto costruire Amy su modello di una sua istruttrice di yoga che amava, ma che non ha mai ricambiato i suoi sentimenti. Alla parola "yoga", Chase ricorda di aver visto a casa di Henry un neti lota, il che fa intuire a House che è stata proprio l'irrigazione nasale praticata dal paziente a procurargli una meningoencefalite amebica primaria.
Nel frattempo Park cerca di convincere Adams a non uscire con Chase, date le sue cattive abitudini di avere relazioni brevi, ma la dottoressa intuisce che il consiglio sia dettato da una gelosia della collega. Infatti Park fa credere ai suoi colleghi che anche lei non è poi così sfigata e frequenta qualcuno di tanto in tanto. Alla fine però confessa a Taub le sue insicurezze date dal suo carattere e aspetto fisico e il collega le consiglia di migliorarsi per stare bene con gli altri e con sé stessa. Dopo le cure, Henry parla di vendere la bambola gonfiabile per pagare le spese ospedaliere (cosa che alla fine non farà); Adams, dopo aver sospettato che il paziente abbia avuto delle delusioni d'amore (motivo per cui amava una bambola), si confida con lui: si viene a sapere che la dottoressa è stata tradita dal suo ex marito e da allora non ha mai avuto altre relazioni. Entrambi però capiscono che la vita continua e devono avere il coraggio di andare avanti, motivo per cui Adams consiglia al paziente di provarci con Molly, mentre lei trova finalmente il coraggio di chiedere un appuntamento a Chase. Intanto, House sta cercando una nuova squillo permanente. Emily, una delle sue prostitute storiche, gli fa notare come tra lui e Dominika stia nascendo qualcosa di più di un accordo per far ottenere a lei una green card e a lui una domestica a tempo pieno. House si rende subito conto dei sentimenti che incomincia a provare per Dominika e, all'arrivo della comunicazione di approvazione della sua richiesta di cittadinanza, decide di cestinarla.
- Diagnosi finale: meningoencefalite amebica primaria
- Guest star: Kevin Christy (Henry), Karolina Wydra (Dominika Patrova), Amy Davidson (Molly), Patrick Stump (Micah), Nik Isbelle (Amy)
- Curiosità: il titolo è una citazione del monologo sull'amore di Woody Allen in Io e Annie, film che viene anche citato a inizio episodio in un dialogo tra House e una prostituta.

## Corpo e anima
- Titolo originale: Body and Soul
- Diretto da: Stefan Schwartz
- Scritto da: Dustin Paddock

### Trama
Lou è un bambino asiatico di 8 anni che ha un incubo ricorrente: una strega che lo strangola. Una notte però, svegliatosi dall'incubo e consolato dalla madre, non riesce più a respirare, ha un attacco cardiaco ma viene rianimato e portato al Plainsboro. House riconosce il racconto fatto da Foreman dell'incubo come una leggenda Hmong, e, incuriosito dal fatto che tale tipo di patologia cardiaca di morte improvvisa cardiaca (House pensa si tratti della sindrome di Brugada) colpisce prevalentemente ragazzi asiatici (in particolare, di etnia Hmong), non esita ad accettare il caso. Durante una perquisizione a casa del paziente, Taub e Park scoprono che nella camera del bambino ci sono chiazze di sangue ovunque e una testa di maiale; si tratta di un rito Hmong praticato dal nonno del bambino, all'insaputa della madre. L'uomo crede che il bambino impazzirà come il padre (in prigione per omicidio), se lui non riuscirà a recuperare la sua "anima rubata". Parlando di sogni, House prende in giro Park dopo che lei chiede di voler stare in gruppo con Taub anziché Chase, e deduce che la ragazza abbia fatto un sogno erotico in cui era presente il bel dottore. Di conseguenza Chase crede che Park sia innamorata di lui, ma siccome lui non è attratto da lei allora cerca di evitarla, cosa che porterà Chase a fare un sogno erotico su di lei. Avvengono alcuni episodi misteriosi che rafforzano la fede della madre di Lou nel suocero: la presunta levitazione del paziente, con lo scettico House che non ci crede, sostenendo trattarsi di un semplice spasmo convulsivo alla schiena, e deride i colleghi con il trucco illusionistico della "levitazione di Balducci"; e il bambino che parla presuntamente Hmong pur non conoscendolo, con House che in seguito prende in giro i colleghi parlando la stessa lingua; dopo svariati tentativi di diagnosi non andati a buon fine, la madre di Lou chiama il nonno per effettuare una cerimonia Hmong di esorcismo. Intanto House indovina la diagnosi, ma il team non è d'accordo perché è una patologia rara (pervietà del dotto arterioso) e senza prove evidenti, e Foreman ha autorizzato il rito religioso. House preferisce provare la cura dopo un po' per non avvalorare una superstizione. Durante la cerimonia, il bambino però peggiora e Adams gli somministra d'urgenza la cura (ibuprofene), facendolo stare subito meglio e salvando il paziente, ma la famiglia di Lou continuerà a credere che sia stato il rito del nonno a guarire il bambino. Intanto, Dominika è attratta da House ma alla fine scopre che il marito le ha nascosto il documento di approvazione della sua richiesta di cittadinanza perché restasse con lui, e lo lascia. House, rattristato per quest'ultimo evento e per non esser riuscito a dare in tempo una giustificazione medica alla famiglia del suo paziente, va da Wilson per sfogarsi, il quale lo informa di aver appreso di avere il cancro, un timoma maligno al secondo stadio.
- Diagnosi finale: pervietà del dotto arterioso
- Guest star: Karolina Wydra (Dominika Patrova), Samantha Cutaran (Lida), Riley Lennon Nice (Lou), George Cheung (Xang)

## La parola Cancro
- Titolo originale: The C Word
- Diretto da: Hugh Laurie
- Scritto da: John C. Kelley, Marqui Jackson

### Trama
Emily, una bambina di 6 anni, si trova al luna park con suo padre, Simon, ma improvvisamente cade dalla giostra, a causa di uno svenimento accompagnato da un'epistassi e una crisi respiratoria. House è in vacanza, quindi viene sostituito temporaneamente dalla dottoressa Elizabeth Lawson, madre di Emily. Quest'ultima, conoscendo benissimo il patrimonio genetico della figlia, introduce il caso dicendo che Emily ha sempre mostrato alcuni sintomi dell'A-T, ma scarta subito la possibilità che sia questa la causa, in quanto sarebbe troppo precoce in una paziente così giovane. Sotto consiglio di Park, Elizabeth fa fare una risonanza magnetica alla bambina, per testare la granulomatosi di Wegener. Tuttavia, durante la risonanza Emily accusa dei problemi circolatori. Lawson va contro il parere del team di House, il quale propendeva per il lupus, credendo che si possa trattare di intossicazione da metalli pesanti. Chase crede che la madre abbia qualcosa da nascondere e, assieme ad Adams, entra nel seminterrato della dottoressa, dove i due trovano molti medicinali (tra cui il Lex-2) e un recinto adatto a farvi giocare Emily, deducendo che Lawson avesse testato dei farmaci sulla figlia. Foreman rimprovera Elizabeth per il suo comportamento incosciente, e le comunica di aver parlato con l'inventore del Lex-2 (il farmaco che Lawson aveva sperimentato prima su sé stessa, poi sulla figlia), il quale ha appena annunciato di aver scoperto delle controindicazioni causate dal suo farmaco su dei topi da laboratorio a livello renale. Fortunatamente non sono stati gli effetti collaterali del Lex-2 a far star male Emily, in quanto i suoi reni sono in buono stato. Durante un check per controllare lo stato dei polmoni, Taub nota che la bambina ha gli occhi itterici, deducendo dunque un problema epatico. Il team pensa a una malattia di Lyme avanzata, la quale avrebbe mostrato tutti i suoi sintomi simultaneamente a causa della brusca interruzione di assunzione di Lex-2. Prima di curare Emily con l'amoxicillina, Lawson chiede che venga effettuata una puntura lombare per confermare la diagnosi, ma, durante quest'ultima, la bambina ha un ictus. Chase intuisce finalmente che un mixoma atriale può aver causato tutti i sintomi. Il tumore, fortunatamente, è benigno e i chirurghi riescono ad asportarlo. Emily, nonostante sia cosciente di essere ancora malata di A-T, è felice perché continua a sperare che i genitori possano tornare d'accordo.
Nel frattempo Wilson, dopo aver appreso di avere un tumore al timo, di tipo maligno e invasivo, chiede a un altro oncologo la propria opinione su come ridurre il tumore prima di poterlo asportare. Il collega, Mike Kondo, gli consiglia di fare prima tre settimane di radiazioni: esse potrebbero di per sé bastare con una probabilità del 75%, altrimenti si passerebbe alla chemioterapia. Wilson ha paura di far allungare troppo i tempi, quindi pensa di adottare entrambe le soluzioni contemporaneamente. House scopre, invece, che l'amico nasconde una tripla dose di un farmaco per la chemioterapia e tenta di dissuaderlo dall'utilizzarlo. Wilson, tuttavia, raccontandogli di alcuni suoi pazienti che sono morti pur avendo un'alta possibilità di sopravvivenza, lo convince ad assecondarlo. House propone di effettuare la cura a casa sua. Dopo grandi difficoltà, Wilson riesce ad affrontare le allucinazioni e le sofferenze causate dalla chemio (fa anche lui uso di Vicodin per sopportare il dolore e comprende come House vive ogni giorno) e sopravvive alla cura. Tornato nel suo ufficio, trova nel suo computer un video in cui House, sulle note di Any Way You Want It, si prende goliardicamente gioco dell'amico assieme a due squillo mentre l'oncologo era svenuto dopo aver finito il trattamento di chemioterapici.
- Diagnosi finale: mixoma atriale
- Guest star: Jessica Collins (Dott. Elizabeth Lawson), Chris McKenna (Simon Lawson), Rachel Eggleston (Emily Lawson), Art Chudabala (Dott. Michael A. Kondo)

## Post mortem
- Titolo originale: Post mortem
- Diretto da: Peter Weller
- Scritto da: David Hoselton, Kath Lingenfelter

### Trama
Il dottor Triber, un anatomopatologo del Princeton Plainsboro, durante un'autopsia si è volontariamente inciso la fronte col bisturi. Mentre il team studia il caso, escludendo disturbi mentali, si viene a sapere che il paziente detesta Chase per avergli negato, nove anni prima, di lavorare con House, e che inoltre odia tutti i medici dell'ospedale e segna da parte ogni minimo errore che commettono al lavoro. Durante l'ispezione nell'obitorio, Taub e Park trovano delle bevande alla caffeina consumate dal paziente e deducono che sia in psicosi da stimolanti. In attesa di conoscere se la sessione di chemio ha ridotto il tumore di Wilson rendendolo asportabile, House e l'oncologo partono per un viaggio spericolato. Dopo un po' il paziente avverte forti dolori alla pancia; Park pensa siano causati dall'astinenza dalle bevande, ma ben presto i medici capiscono che ha qualcos'altro. Inoltre notano che da un bel po' di tempo House li sta trascurando e scoprono che ha lasciato il suo cellulare nello studio di Wilson. Il team di diagnostica del Princeton si ritrova quindi senza un capo. Nonostante il paziente odi Chase, chiede di essere operato da lui perché statisticamente è il più bravo chirurgo dell'ospedale. Inoltre Triber gli confida di essere invidioso di lui e del suo successo. Adams insiste per segnalare a Foreman che House è scappato e non sta facendo il suo dovere, ma il resto del team è in disaccordo perché non vuole mettere nei guai il loro capo, in particolare Chase che tenta di convincerla che non hanno bisogno del geniale diagnosta in quanto, almeno lui, si sente in grado di gestire la situazione da solo; infatti mente al paziente dicendogli che le cure prescritte sono suggerite da House, di cui Triber si fida ciecamente. Nel frattempo Wilson si cimenta, col sostegno di House, in esperienze mai fatte prima per distrarsi dalla sua malattia, rischiando anche un incidente. Quando il paziente peggiora e la situazione degenera, Triber insiste nel vedere House, ma Chase gli confessa di non sapere dov'è. Interviene Foreman che rimprovera il team per aver coperto House e decide di occuparsi del caso, tenendo Chase lontano dal paziente. Mentre il team procede con le analisi, Chase cerca altri indizi nell'obitorio, credendo che il paziente abbia contratto un virus da un malato infetto; alla fine scopre che la causa dei malori del paziente è l'uso eccessivo del sapone antibatterico combinato alla caffeina delle bevande assunte. Dopo aver risolto il caso, Chase inizia a volere maggiori responsabilità e non vuol più far parte di un team, così si licenzia. Alla fine, House osserva il risultato dell'esame di Wilson e rimane senza parole.
- Diagnosi finale: ipotiroidismo secondario per ripetuta esposizione a triclosano e caffeina
- Altri interpreti: Peter Weller (Dott. Penza), Jamie Elman (Dott. Peter Treiber)

## Resistere
- Titolo originale: Holding On
- Diretto da: Miguel Sapochnik
- Scritto da: Russel Friend, Garrett Lerner, David Foster

### Trama
Wilson e House scoprono che la cura contro la malattia dell'oncologo non ha funzionato, il timoma non si è ridotto ed è destinato a peggiorare anche se venisse operato. Al medico rimane circa un anno di vita, ma Wilson sa cosa significa vivere con il cancro e, nonostante i consigli di House, che non vuole rimanere solo e trova sbagliato lasciarsi morire o uccidersi, decide di interrompere le cure per morire in meno tempo (alcuni mesi) e senza troppe sofferenze. Intanto il team si sta occupando del caso di Derrick, un diciannovenne che ha avuto un'emorragia durante delle attività fisiche, ma House decide di spostare le attenzioni su Wilson che rifiuta le cure. Adams gli consiglia di farsene una ragione, poiché la scelta di come morire spetta a Wilson. House però non si arrende e addormenta Wilson per somministrargli le cure contro la sua volontà, ma in realtà lo droga soltanto per mostrare il nulla dopo la morte; l'oncologo lo manda via. Durante una risonanza, Taub nota che il lobo uditivo del paziente è attivo e capisce che sente delle voci. Dopo una perquisizione nella sua camera, Adams trova la foto di un bambino nascosta in un cassetto: si tratta del fratello defunto dieci anni prima, di cui il paziente sente le voci. Il team prova a coinvolgere House, distratto da Wilson, alla differenziale ma Taub convince Park e Adams che possono cavarsela da soli. Dopo alcuni test il paziente accusa disturbi alla vista, causati da un embolo. I medici non riescono a capire con precisione cosa abbia, ma intuiscono che i sintomi siano provocati dalla perdita del fratello. Intanto House chiama degli attori che si fingono ex pazienti di Wilson, guariti dal cancro, che lo ringraziano al fine di trasmettergli un po' di positività, ma Wilson si accorge dell'imbroglio poiché ricorda perfettamente tutti i pazienti che ha curato. Foreman cerca di aiutare House e di consolarlo, ma il diagnosta rifiuta le sue commiserazioni in segno di sfida: vuole dimostrare che farà di tutto pur di non perdere il suo migliore amico. Inoltre cerca di vendicarsi allagando i bagni dell'ospedale. Nel frattempo Wilson si confida con Tredici che gli consiglia di tentare la cura a settimane alterne e solo alla fine decidere cosa sarà meglio; la ragazza poi si reca da House per dirgli di rispettare la scelta dell'amico. House ammette a Wilson di essere stato sleale e gli assicura che non farà nulla contro la sua volontà, ma il geniale diagnosta questa volta punterà tutto sui sentimenti dell'amico. Durante una cena gli ricorda tutti i momenti belli e brutti della sua vita; Wilson viene colto da sensi di colpa poiché capisce che sta per perdere tutto; intuisce quindi che è un trucco escogitato per convincerlo ad accettare le cure e vivere un po' più a lungo. House non vuole che l'amico muoia prima del tempo poiché la sua vita è sempre dipesa da lui, ma Wilson si arrabbia anche se in realtà soffre molto. House lo sorprende a piangere da solo e capisce che non vuole morire, motivo per cui lo spinge a lottare contro la malattia, ma Wilson vuole soltanto che House sia presente come amico negli ultimi mesi di vita che gli rimangono. House però si rifiuta perché non vuole accettare che l'amico morirà, e gli starà accanto solo se lui lotterà. A seguito di un altro allagamento in ospedale, ingegnato da House, crolla il soffitto sulla stanza della risonanza magnetica dove erano presenti Adams, Park e il paziente che ne escono indenni. Tornato in ospedale, House risolve il caso: un'arteria stapediale persistente che preme il nervo acustico e il lobo temporale, guaribile tramite un'operazione, era la causa delle voci che sentiva; il paziente non ha nessun problema neuropsichiatrico ma solo vascolare. Taub rimprovera House poiché dovrebbe stare accanto a Wilson che sta soffrendo, ma il diagnosta si arrabbia e lo interrompe facendogli notare che la sofferenza del suo amico è lontanamente paragonabile a quella del dolore alla sua gamba, che lo tormenta ogni giorno, ma che nonostante tutto combatte pur di sopravvivere.
Poco dopo House viene a sapere che il paziente ha tentato di uccidersi, avvelenandosi con l'ammoniaca, perché pensa di non poter più vivere senza sentire la voce del fratello; il diagnosta, arrabbiato (poiché gli ricorda la scelta di Wilson e vuol dimostrare che il dovere è rimanere vivi), la prende sul personale dicendo di volerlo accontentare, aggredisce e tenta di soffocare il paziente, ma viene fermato in tempo da Park. 
Nel frattempo Wilson comunica a Foreman le sue imminenti dimissioni; inoltre il direttore gli consiglia di accettare le cure in cambio dell'affetto dell'unico amico che ha avuto negli ultimi 20 anni. Wilson si convince a sottoporsi alle cure e lo comunica a House, ma lui si dice rassegnato, accetta la decisione dell'oncologo, e preferisce passare gli ultimi 5 mesi di vita col suo migliore amico. 
A guastare il tutto però interviene la polizia che, dopo aver scoperto la causa degli allagamenti che hanno provocato danni all'ospedale, revoca la libertà condizionata a House costretto a scontare 6 mesi in prigione, lasciandolo in libertà per qualche giorno in attesa dei documenti burocratici dell'agente per la libertà vigilata.
- Diagnosi finale: arteria stapediale persistente
- Guest star: Olivia Wilde (Tredici), Skylar Astin (Derrick), Natalie Dreyfuss (Courtney), Jacob Zachar (Mikey), Derek Mio (Floyd), Enzo Cilenti (Matt Johnson)

## Tutti muoiono
- Titolo originale: Everybody Dies
- Diretto da: David Shore
- Scritto da: David Shore, Peter Blake, Eli Attie

### Trama
House è disteso sul pavimento del primo piano di un edificio abbandonato in fiamme, accanto al cadavere di un uomo morto di overdose, un suo ex paziente. In preda alle allucinazioni causate da una dose di eroina, House vede il suo ex dipendente Lawrence Kutner (suicida nel corso della quinta stagione), con il quale comincia a ricostruire le ore precedenti. Il paziente in questione è un eroinomane incontrato da House in ambulatorio, dove, durante la visita, il medico riconosce un ecchimosi in prossimità del suo ombelico e decide di ricoverarlo. Nel frattempo House prova a convincere Foreman a trovare delle soluzioni per ritardare la detenzione, ma quando gli affida 8 casi che lui rifiuta perché non interessanti, decide di smettere di aiutarlo. Mentre House discute con Kutner le ragioni per le quali ha deciso di suicidarsi nell'edificio in fiamme, Foreman e Wilson, notando la sua assenza, si mettono sulle sue tracce. House sta tentando il suicidio perché non vuole accettare che uscirà di galera quando Wilson sarà già morto. Dopo Kutner, a House appare Amber, che lo convince a rinunciare al suicidio, facendo leva sulla "felicità" che si prova nel risolvere un caso e salvare la vita dei pazienti. Mentre Foreman e Wilson cercano indizi a casa di House, lui tenta di fuggire dall'edificio, ma precipita al piano terra a causa di un cedimento del pavimento in legno. Continuano le allucinazioni e Stacy, la sua ex compagna, si sostituisce a Amber. L'introspezione del protagonista a questo punto tocca il tema religioso, ma anche in una situazione così disperata, House non abbandona il suo ateismo, rifiutando la scommessa di Pascal. Stacy gli fa notare che appoggiandosi sempre a Wilson, e potendo contare sempre su di lui, House non ha mai avuto bisogno di una coscienza che lo guidasse, e che con la morte di Wilson, potrà e dovrà svilupparne una. L'ultimo interlocutore immaginario di House è Cameron. A differenza degli altri, crede che il suicidio sia la scelta giusta, ma non come punizione, bensì come premio: House ha già sofferto abbastanza. A questo punto House conclude il racconto relativo alle ore precedenti, confessando che il paziente, convinto di essere affetto da SLA e di non avere possibilità di salvarsi, si era offerto di prendersi la responsabilità dello scherzo dell'allagamento dei bagni fatto a Foreman. L'atto disinteressato del paziente, spinge House a cercare una nuova diagnosi, questa volta corretta: una reazione autoimmune dovuta all'inalazione del frammento di un ramoscello. Nonostante questo significherà andare in prigione, House informa comunque il paziente. Questo convince il diagnosta di non essere l'egoista che credeva di essere, avendo sempre anteposto la vita e la felicità del paziente alla sua; sulla base di questo nuovo stato d'animo e di una ritrovata convinzione di poter cambiare, diventando una persona migliore, si avvia verso l'uscita, mentre l'edificio ormai gli crolla intorno. Wilson e Foreman, dopo aver contattato Nolan (lo psicologo di House) si recano all'edificio, in tempo per vedere House bloccato al suo interno mentre tenta di uscire e assistere a una grande esplosione. Il mattino seguente, Foreman annuncia a Wilson che il coroner ha riconosciuto le impronte dentali di House nel cadavere estratto dalle macerie. Al funerale partecipano i pochi amici e i colleghi anche degli anni precedenti (Chase, Cameron, Tredici, Taub, Masters, Park, Foreman, Dominika, Stacy, Adams e Wilson), oltre a sua madre Blythe, ma tra i quali manca Lisa Cuddy. Durante l'elogio funebre, Wilson si sfoga con i presenti, esternando la propria rabbia per l'estrema decisione di House, ritenuta l'ennesimo atto di egoismo. Lo sfogo è interrotto dallo squillo di un cellulare che Wilson trova nella tasca della sua giacca. Il messaggio ricevuto dice "SHUT UP YOU IDIOT" ("sta' zitto idiota"). Un House illeso attende Wilson sulle scalinate di casa sua: è riuscito a salvarsi uscendo dalla porta sul retro e a scambiare le sue impronte dentali con quelle del cadavere. House ha deciso di fingersi morto e lasciarsi tutto alle spalle per poter passare gli ultimi 5 mesi di vita di Wilson assieme al suo amico. Nelle ultime scene della puntata viene mostrato quello che accade agli altri personaggi della serie: Taub lascia l'ospedale per dedicarsi alle sue due figlie; Chase diventa primario del reparto di medicina diagnostica, affiancato da Park e Adams; Cameron, che ha avuto un figlio con il nuovo compagno, rimane a occuparsi del pronto soccorso e Foreman mantiene il ruolo di direttore dell'ospedale. Lo stesso Foreman trova sotto la gamba di un mobiletto, che era ben stabile e ora non lo è, il cartellino di House e sorride, avendo probabilmente intuito che House gli ha solo fatto l'ennesimo scherzo. Sulle note di Enjoy Yourself di Louis Prima, House e Wilson, in sella su due moto e indossato il casco, viaggiano insieme verso il tramonto.
- Diagnosi finale: reazione autoimmune a un pezzo di ramoscello inalato
- Guest star: Karolina Wydra (Dominika Patrova), Diane Baker (Blythe House), Olivia Wilde (Tredici), James LeGros (Oliver), Jennifer Crystal (Rachel Taub), Zena Grey (Ruby), Andre Braugher (Dott. Darryl Nolan), Anne Dudek (Dott. Amber Volakis), Jennifer Morrison (Dott. Allison Cameron), Kal Penn (Dott. Lawrence Kutner), Amber Tamblyn (Martha M. Masters), Sela Ward (Stacy Warner), Patrick Price (Inf. Jeffrey Sparkman), Jaclyn Jonet (Amy), Patrick O'Connor (Dott. Frankel)

- Peculiarità: durante l'episodio House cita la famosa frase Carpe Diem riferendosi al film L'attimo fuggente, che ha come protagonista proprio Robert Sean Leonard
- Peculiarità: il titolo della puntata (Everybody dies) ricalca la frase che House dice sempre, ovvero Everybody lies (Tutti mentono)
- Peculiarità: la canzone che chiude l'episodio è la stessa che Amber canta a House, durante una sua allucinazione, nell'episodio Sotto la mia pelle
- Peculiarità: la messa in onda dell'episodio è stata preceduta (non nella versione italiana) da uno speciale dietro le quinte di circa 45 minuti intitolato Swan Song e presentato da Hugh Laurie, che ripercorre la storia della serie televisiva.
- Peculiarità: l'ultima frase pronunciata da House ("Il cancro è noioso" - "Cancer is boring") è un riferimento alla prima diagnosi presentata nella prima puntata della serie "Una prova per non morire" ("Tumore al cervello, morte certa, che barba" - "Brain tumor, she's going to die, boring").